# Wikstroemia forbesii
Wikstroemia forbesii är en tibastväxtart som beskrevs av Carl Skottsberg. Wikstroemia forbesii ingår i släktet Wikstroemia och familjen tibastväxter. Inga underarter finns listade i Catalogue of Life.